# Вил'Албезе (Комо)
Вил'Албезе је насеље у Италији у округу Комо, региону Ломбардија.
Према процени из 2011. у насељу је живело 6242 становника. Насеље се налази на надморској висини од 403 м.